# 驾驶舱iPad
驾驶舱iPad（英語：Cockpit iPads），是航空业中用以取代纸质航图和手册的iPad，也是电子飞行包（EFB）的一部分。这项技术目前被私人和商业驾驶员使用。

## 历史与测试
经过美国联邦航空管理局（FAA）授权，该款iPad已被通用航空配合纸质备份使用。它有许多应用程序可用，其中包括纸质航图的所有内容，以及导航图、地面滑行程序、气象地图、全球定位系统（GPS）、最低设备清单、公司政策手册、联邦航空法规和飞行控制等航空工具。虽然这些工具已在私营部门中使用，但在商业航空中iPad仍只用于飞行。
联邦航空管理局完成了一个为期三个月的测试项目，包括使设备经受如快速减压测试，以及确保平板电脑不干扰航空电子设备。2011年初，FAA授权包机公司Executive Jet Management使用iPad记录，而无需纸质备份航图。这有助于使iPad成为适用于其他行业的航空仪器。阿拉斯加航空（Alaska Airlines）、達美航空（Delta Air Lines）、和美國航空（American Airlines）已计划测试程序。

## 实用性
使用iPad作为导航工具的主要动机是产品的实用性。iPad将取代飞行员使用的约25磅（11）的纸质图表，包括飞机飞行手册、进近图、导航图、政策手册、最低设备清单，以及地面滑行图。基于美国的航空公司主要使用纸质材料，其中包括一些拥有900架飞机的机队。这将使许多纸质图表转化为iPad中保存的信息。切换到电子系统也使飞行员更加轻松地工作。飞行员不必再携带沉重的飞行包，它被9.5英寸（24）×7.3英寸（19）的1.33磅（0.60）的平板电脑取代。在配合特别设计的绑带使用时，这种小尺寸使它们能放在膝上的适当位置使用。使用iPad也使飞行计划更轻松，飞行员可以用一个设备来检查天气、其他机场的设施，以及飞行计划中的一切信息。

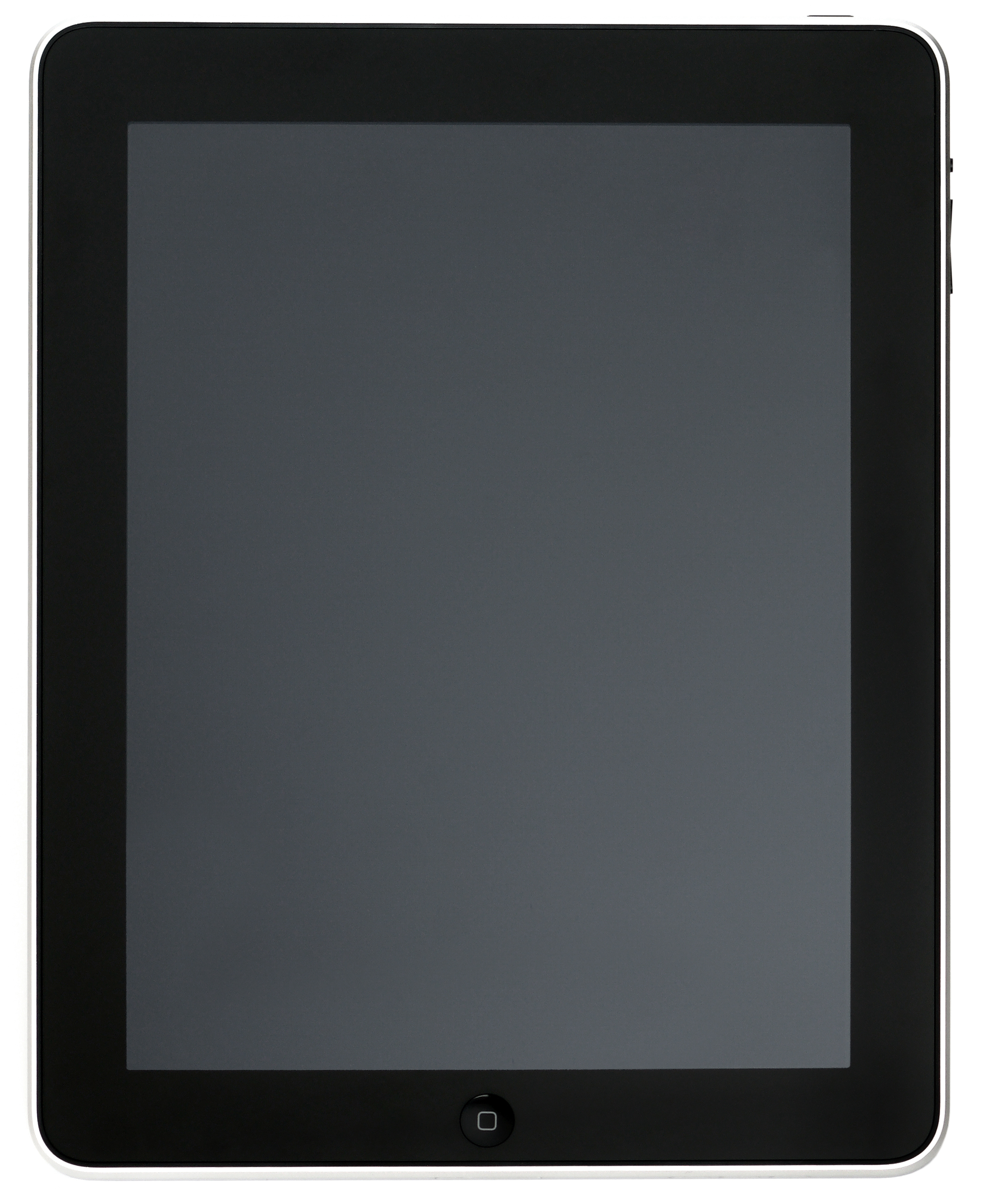
Apple iPad

## 安全性
iPad为驾驶舱带来了几项安全优势。首先是航图的流通和完整性。纸质图表的修订每两周发布一次。飞行员更容易地错误地归档纸质航图，从而在飞行中错误地归档或使用错误的航图。过时或错位的图表可能增加事故的可能性。
其次，携带包含所有航图的超过40磅（18）的飞行包是飞行员受到人身伤害的原因之一。据美國航空航空公司运营技术副总裁Patrick O’Keeffe：“美国航空公司减少了一个最大的飞行员伤害来源：携带沉重的飞行包。”
该款iPad还可减少驾驶舱中的混乱，从而使飞行员和乘客更安全。飞行员不需要再在狭小的驾驶舱中展开大航图，从而不会阻挡视野。飞行员可以快速在航图旁滑动手指，以及在几秒内切换航图。这样飞行员可以将更多的时间放在观察驾驶窗口，而不是翻查地图。
也有不少问题已浮现，包括使驾驶员分心。但该iPad上的互联网不能在那些高度上使用，以及飞行员仍将使用机载GPS仪器。其他安全问题包括软件故障或断电，但在进行三个月的Executive Jet Management测试中，没有发生应用程序关闭或故障。测试显示，如果发生故障，程序可以在4至6秒内重新启动。驾驶舱中额外的iPad也被视为系统故障的备份。航空公司也还在研究iPad在驾驶舱中的安全性。最受欢迎的放置方法是在飞行员膝上板上，这使用一个背带将它连接到飞行员的大腿而使设备免提，但许多商业航空公司也在寻找一个将其连接到飞机本身的坞站。